# Pueblo griego
El pueblo griego, también llamado heleno (en griego antiguo: Ἕλληνες, romanizado: Héllēnes; en griego: Έλληνες, romanizado: Éllines; en latín: Graeci), es un grupo étnico y nacional nativo de Grecia, Chipre y algunas otras regiones en torno al mar Egeo. También constituyen una diáspora significativa, con comunidades griegas establecidas en todo el mundo.
En la antigüedad, los griegos se organizaban política y administrativamente en ciudades-estado y allí se originó el concepto de democracia. Se han establecido colonias y comunidades griegas a lo largo de la historia en muchos rincones del Mediterráneo, a pesar de que la nación se ha centrado siempre alrededor del mar Egeo, donde se habla la lengua griega desde la Antigua Grecia. En el siglo IV a. C. la expansión territorial más importante de los griegos llevó el helenismo hasta Asia Central e India y, después de la caída del Imperio romano y Bizancio hizo perdurar la cultura griega en el mar Mediterráneo oriental hasta 1453. Bajo el Imperio otomano y hasta el inicio del siglo XX, los griegos se encontraban instalados uniformemente entre el actual Grecia, la costa occidental de Anatolia, el mar Negro, Egipto, Chipre y Constantinopla; en general, estas regiones coinciden con las fronteras del Imperio bizantino a finales del siglo XI, y también con la zona de colonización griega en la antigüedad en el 
Después de la guerra greco-turca (1919-1922), un masivo intercambio de poblaciones entre Grecia y Turquía (1923) dejó casi toda la población étnica griega confinada dentro de las nuevas fronteras de Grecia y Chipre (isla entonces integrada al Imperio británico). La nueva Grecia se constituía a partir de 1822 como un estado nación típico de la época, liberado del Imperio otomano. Otras poblaciones menores de griegos étnicos se pueden encontrar actualmente desde el sur de Italia y el sur de Albania hasta el Cáucaso, y también en las comunidades de la diáspora a otros muchos países. Actualmente, la mayoría de los griegos pertenecen formalmente a la Iglesia ortodoxa de Grecia.
Se pueden atribuir a los griegos contribuciones muy notables en varios ámbitos de la cultura universal a lo largo de toda la Historia (las artes plásticas, la literatura, el teatro, la filosofía, la política, la música, las matemáticas, la ciencia, la arquitectura, la tecnología, las exploraciones, la cocina y el deporte).

## Identidad

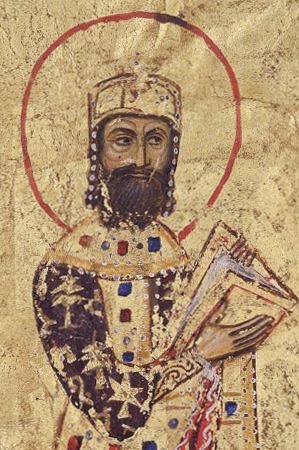
Imagen del emperador bizantino Alejo I Comneno.

Las palabras usadas para definir el concepto de "helenicidad" han cambiado mucho a lo largo de la historia: 
- helenos (en griego, Έλληνες, hélēnes): Homero se refiere a los hellenes como una pequeña tribu del sur de Tesalia, acaudillada por Aquiles en la guerra de Troya.[4] En la mitología griega, Helén es el patriarca de los helenos, supervivientes del diluvio universal.[5] Parece que el mito fue desarrollado por las tribus griegas cuando empezaban a individualizarse las unas de las otras, para indicar su origen común. Aun así, actualmente no hay una explicación etimológica clara de esta denominación.
- griegos (en griego, Γραικοί, graikoi): de acuerdo con Hesíodo, según la mitología griega, Greco sería un sobrino de Helén, y los que antes se denominaban graikoi acabarían diciéndose hellenes.[6] De hecho, según la tradición griega, puede ser que el origen del pueblo griego se encuentre en la región central de Grecia. Una teoría moderna hace derivar la palabra "griega" del gentilicio de Graia (Γραία), una población de la costa de Beocia, que se correspondería con el actual Tanagra. Colonos procedentes de Graia participaron en la fundación de Cumas (750 a. C.) en Italia y cuando los romanos, en su expansión hacia el sur, se los encontraron los denominaron graeces, y después hicieron extensivo este nombre a todos los helenos en general.[7] En griego, graia (γραία) quiere decir ‘antigua’, de forma que los griegos serían también "los antiguos".
- aqueos (en griego, Ἀχαιοί, ajaioí): Homero, a la Ilíada, denomina dánaus y aqueus a los griegos en general, y probablemente eran nombres que designaban pueblos de la civilización micénica, es decir, pueblos preexistentes que serían expulsados por la invasión doria hacia el que ahora es la región de Acaia, al Peloponeso.[8][9] Documentos egipcios se refieren a los ekwesh, uno de los pueblos de la mar que atacaron Egipto durante el reinado de Merenptah (1213-1203 a. C.), y que podrían ser los aqueos.[10]
- danaos (en griego, Δαναοί, danaoi) y argos (en griego, Αργείοι, argeioi): en la Ilíada ambos nombres designan el conjunto de pueblos griegos que atacaron Troya. Según la mitología, Dánao, originario de Egipto, es el fundador de la ciudad de Argos, de donde serían originarios los argos.
- romanos (en griego, Ρωμαίοι, romaioi, o Ρωμιοί, romioi, o en turco, rûm): denominación aplicada tanto por los griegos como por los turcos a todos los habitantes cristianos de los Balcanes y de Anatolia, o a los cristianos en general dentro del Imperio otomano, cuando el término "griego" pasó a identificar los paganos de la Antigüedad clásica.
- jónicos (en griego, Ἴωνες, íōnes; en hebreo, javan o yavan; en las lenguas de la India, iona o iavana; en chino, 大宛, dayuan, ‘grandes jonios’): una de las cuatro grandes tribus griegas, con los eolios, los dorios y los aqueos (o micénicos). Contrariamente a los de las otras tribus, el nombre de los jónicos aparece en el habla de diversas civilizaciones alrededor del mar Mediterráneo oriental y hacia oriente hasta la India y la lejana China. Los jónicos no serían los primeros griegos en aparecer en las crónicas, cosa que corresponde a los danaos y a los aqueos, que se encuentran por primera vez en la civilización micénica en Creta.

La dispersión de los griegos en el

Pero ninguno de estos nombres han servido para identificar en exclusiva a los ciudadanos de un estado griego concreto.
En Occidente, el término "griegos" se ha referido tradicionalmente a los hablantes nativos de griego.
Los habitantes del Imperio bizantino se denominaban ellos mismos romioi, por el hecho que se consideraban los herederos políticos directos del Imperio romano, pero al menos hasta el siglo XII la mayoría eran educados también en el convencimiento de que habían heredado el legado de la antigua Grecia, a pesar de que para muchos hablantes de griego, "heleno" era sinónimo de pagano.
Justo antes de la Caída de Constantinopla (1453) el último emperador, Constantino XI, decía a sus soldados que tenían que recordar que eran descendientes de los griegos y de los romanos.
Antes del establecimiento del moderno estado griego (1822), durante los siglos XVIII y XIX, el vínculo entre los antiguos griegos y los modernos fue redescubierto y revalorizado por los intelectuales del Renacimiento griego, especialmente Rigas Velestinlís. En su obra "Constitución política", Velestinlís se dirige a su nación como "el pueblo descendiente de los griegos".
Los griegos actuales son una nación en el sentido de grupo étnico (ethnos), definido por la cultura y la lengua griega, no por una ciudadanía común, ni por la raza, ni por la religión, ni por estar sujetas a ningún estado en particular. Ahora bien, tanto en la antigüedad como en la Edad Media, y también hoy en menor medida, el término empleado por los griegos para hablar de ellos mismos ha sido siempre genos (Γένος, es decir, la "raza"), que indica el reconocimiento de un ancestro común.

### Los griegos modernos y los antiguos

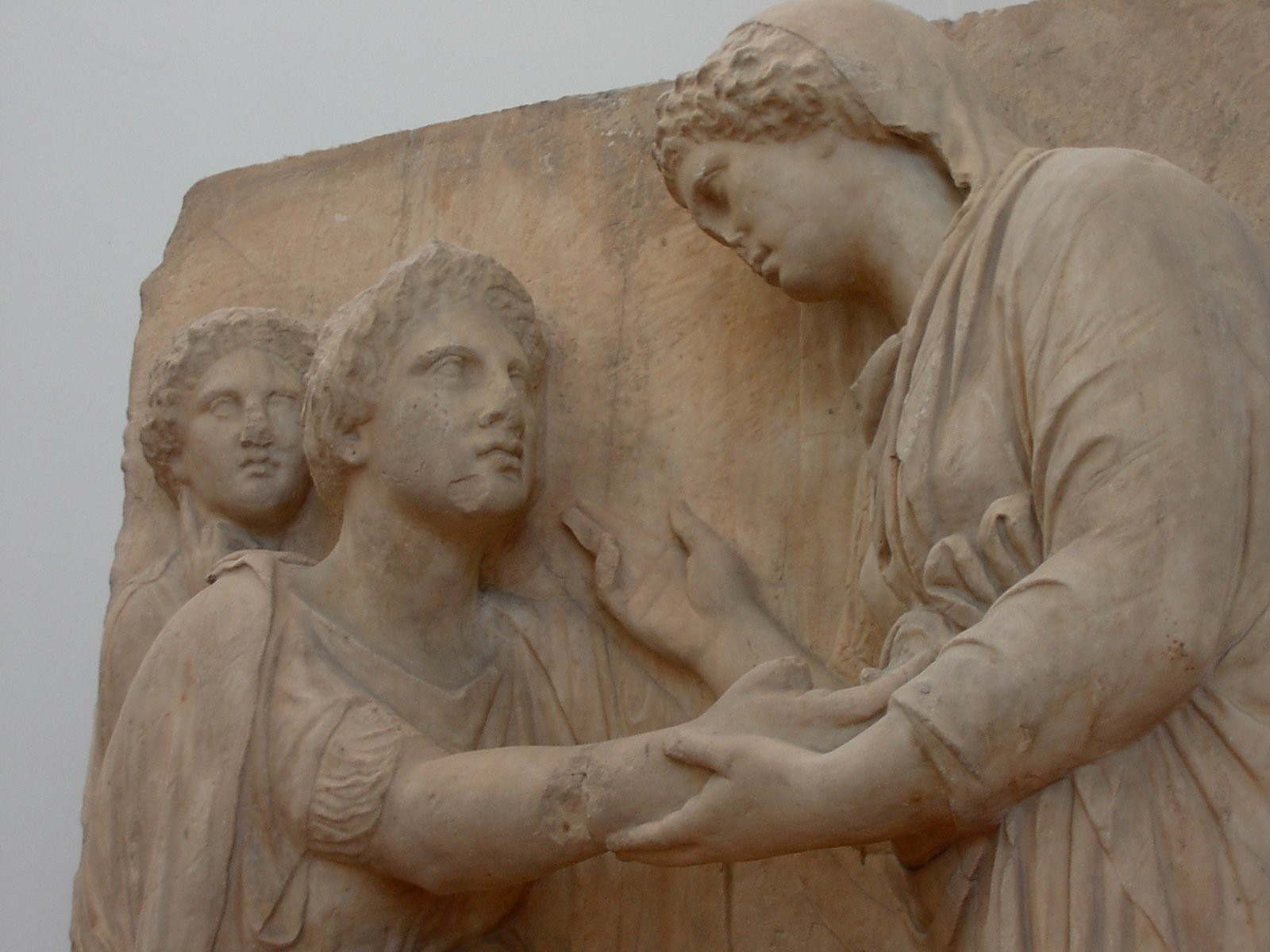
Grupo familiar en una estela funeraria de Atenas

La vinculación más evidente entre la antigüedad y la modernidad griegas es el uso de la misma lengua, que se encuentra documentada al menos desde el siglo XIV a. C. hasta la actualidad, todo y la carencia de información en cuanto a la edad oscura griega. Se dice que esto solo es comparable con lo que ha pasado con la lengua china. El helenismo ha sido, de hecho, un fondo cultural común, y la continuidad nacional del mundo griego es mucho más clara que la continuidad de su población concreta. Aun así, el helenismo también incorpora una dimensión ancestral que desarrolla aspectos de la literatura ateniense hasta la actualidad, como es el caso del "autoctonia". Durando los últimos años del Imperio romano de Oriente, las zonas de Jonia y Constantinopla experimentaron una reavivada helenística en la lengua, la filosofía y la literatura, así como en los modelos clásicos de pensamiento e intelectualidad. Esta reavivada dio fuerzas al sentimiento de afinidad cultural con la antigua Grecia y la herencia clásica. Los cambios culturales que han sufrido los griegos son, aparte de la supervivencia de un sentido de etnicidad común, innegables. Pero al mismo tiempo, los griegos han conservado su lengua e, incluso, su alfabeto, además de algunos valores, costumbres, un sentido excluyente de la diferencia religiosa y cultural (el término bárbaro fue usado en el siglo XII por la historiadora Ana Comneno para describir a los pueblos que no hablaban griego), y un sentimiento de la identidad y etnicidad griega, a pesar de los cambios políticos y sociales globales de los últimos dos milenios.

### Demografía

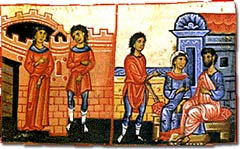
Escenas de un casamiento y de vida familiar en Constantinopla.

Actualmente, los griegos étnicos son la mayoría de la población del país, exactamente el 93 % de Grecia, y más del 78 % de la isla de Chipre (excluidos los colonos turcos norteños). La población griega no ha presentado tradicionalmente unos índices de crecimiento muy altos, pero sí que se ha incrementado regularmente desde el primer censo hecho al país, en 1828. Buena parte del aumento de la población de Grecia desde la fundación del nuevo estado se debió de a la anexión de nuevos territorios y a la llegada de un millón y medio de griegos refugiados después del intercambio de poblaciones entre Grecia y Turquía (1923). Aproximadamente un 80 % de la población de Grecia es urbana, con un 28 % concentrado a la ciudad de Atenas.
Los griegos de Chipre tienen una historia similar de emigración, generalmente hacia países anglosajones, debido a la soberanía del Imperio británico sobre la isla. Se produjo una fuerte oleada migratoria de los griegos chipriotas desde la invasión turca de Chipre de 1974, cosa que hizo menguar la población entre 1974 y 1977, junto a las pérdidas de la guerra y la caída de la fertilidad en los años siguientes. Después de la limpieza étnica de un tercio de la población griega de la isla en 1974,
también se produjo un incremento de la emigración de chipriotas griegos, sobre todo hacia el Oriente Medio, que contribuyó al decrecimiento de la población, que se paró a la década del 1990. Actualmente, más de dos tercios de la población griega de Chipre es población urbana.
Hay una minoría griega de unas 105 000 personas en Albania, especialmente al sur. La minoría griega de Turquía, que todavía era de más de 200 000 personas después del intercambio de 1923, actualmente ha quedado reducida a unos pocos millares, después del Pogromo de Estambul de 1955 y otros episodios de violencia y discriminación más o menos avalados por las autoridades turcas. Todo ello consiguió poner fin, si bien no del todo, a tres mil años de herencia helenística en la Asia Menor. También hay minorías griegas, todavía más pequeñas, al resto de países balcánicos, así como en la Oriente Medio y en los países del Mar Negro, que son el que queda de la antigua Diáspora griega de antes del siglo XIX.

### Diáspora
Determinar el número total de griegos que viven hoy en día fuera de los dos estados griego y chipriota no es una tarea fácil, ni tampoco suscita mucho acuerdo. Allí donde se puede disponer de censos que identifiquen las particularidades étnicas de la población, los datos nos hablan de unos 3 millones de griegos étnicos en el exterior. Por otro lado, el Consejo Mundial Helénico (SAE) estima que la cifra se tendría que acercar a los 7 millones en total. Y como promedio, según George Prevelakis, de la Sorbona, el número tendría que aproximarse a los 5 millones. La integración, los matrimonios mixtos, y el abandono progresivo de la lengua griega son factores que dificultan la identificación de las personas de origen griego. Los centros más importantes de la diáspora actual son Londres, Nueva York, Melbourne y Toronto. Recientemente, el Parlamento griego ha aprobado una ley que reconoce el derecho de voto a los griegos de la diáspora.

#### Diáspora antigua

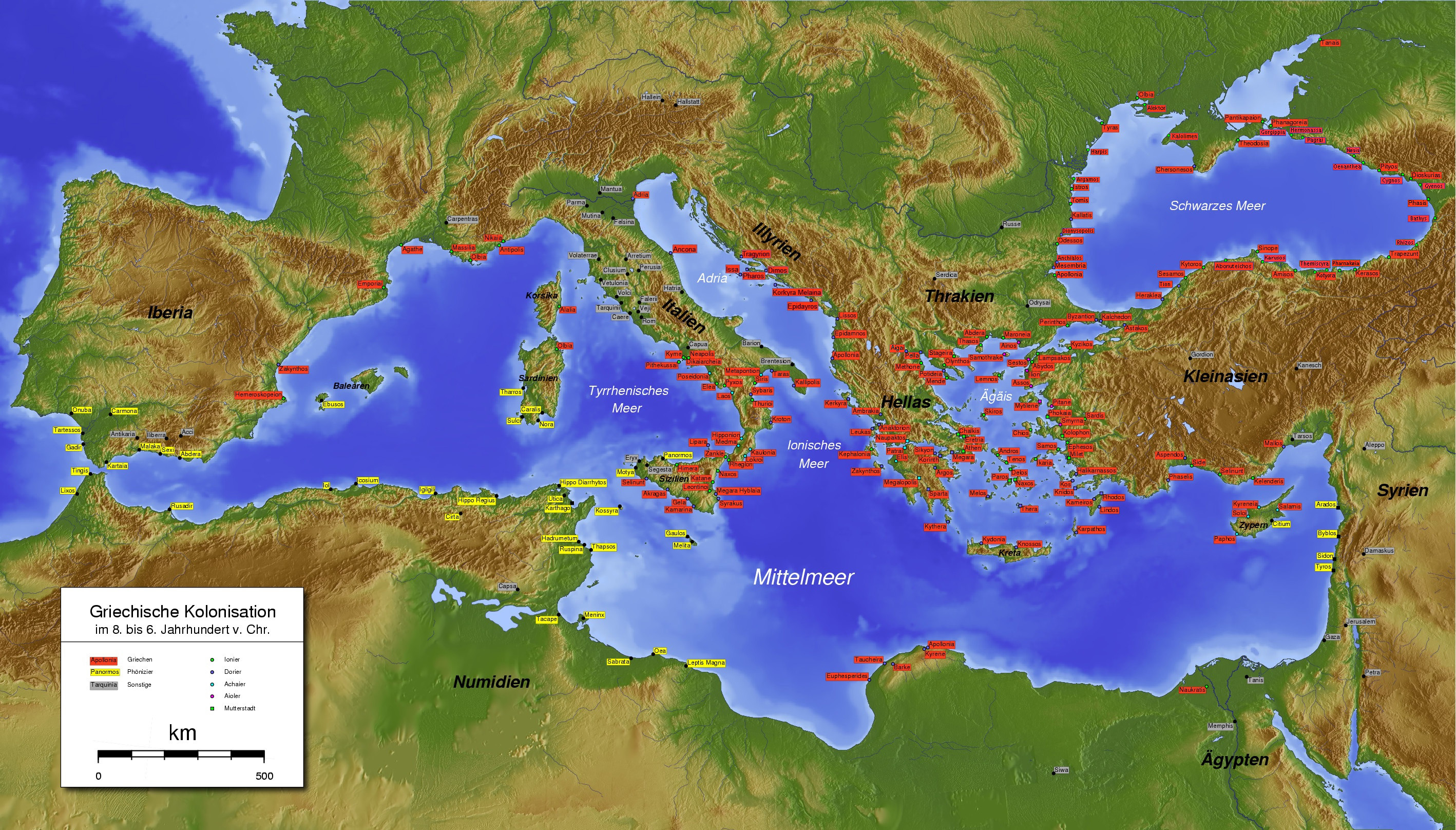
Colonización griega (en rojo) y fenicia (en amarillo) en la antigüedad.

En la antigüedad, las actividades comerciales y de colonización de las tribus griegas y de las ciudades-estado contribuyeron a expandir la cultura, la religión y la lengua griega por las costas del Mediterráneo, especialmente en Sicilia y el sur de Italia (ambas regiones conocidas como la Magna Grecia), la península ibérica (Ampurias), Occitania (Marsella) y el Mar Negro (Odesa, Crimea, Georgia, Trebisonda). Bajo el imperio de Alejandro Magno y los estados que lo sucedieron, los griegos y las clases gobernantes locales helenizadas se establecieron en el Oriente Medio (seléucidas), en la India (Reino Indogriego) y en Egipto Ptolemaic (ptolomeus). El periodo helenístico se caracteriza por una nueva oleada colonizadora y el establecimiento de ciudades y reinos griegos en Asia central (el que las crónicas chinas denominan Dayuan, y que quizás quiere decir "Grande Jònia") y a Cirenaica, al norte de África. Bajo el Imperio romano, la facilidad de movimientos que había para las migraciones internas favoreció la expansión de los griegos, y, a las provincias orientales, el griego aconteció la nueva lingua franca, más que el latín, dominando solo en las provincias occidentales. La actual comunidad de los "griko", al sur de Italia, que reúne unas 60 000 personas, es un vestigio viviente de la antigua población griega en la región.

#### Diáspora moderna

La diáspora griega en el.

Durando y después de la guerra de Independencia de Grecia, los griegos de la diáspora tuvieron un papel muy importante para el establecimiento del nuevo estado, proporcionando fondos económicos e informaciones desde el exterior. Las familias de los mercaderes griegos tenían contactos en otros países, y durante el conflicto muchos se establecieron alrededor de la Mediterránea, sobre todo en Marsella (Francia), Livorno (Italia) y Alejandría (Egipto), en Rusia (Odesa y San Petersburgo), y en el Reino Unido (Londres y Liverpool), desde donde siguieron comerciando, la mayoría en tejidos y granos. Los negocios solían implicar toda la familia, en su sentido más extenso, y entre todos creaban y mantenían escuelas donde se enseñaba griego, y templos para la Iglesia Ortodoxa Griega.
Las oportunidades de los mercados comportaron una tendencia a la estabilización progresiva de los mercaderes y cada vez más familias expandieron sus operaciones comerciales hasta acontecer navieros, con la financiación de la comunidad griega local. Con el incremento económico, la diáspora se fue expandiendo por el Oriente Medio, el Norte de África, en India y los Estados Unidos.
A lo largo del siglo XX, se produjeron importantes emigraciones por razones económicas desde Grecia y Chipre hacia los Estados Unidos, el Reino Unido, Chile, Argentina,  Australia, Canadá, Alemania y Sudáfrica, especialmente después de la Segunda Guerra Mundial (1939-1945), de la guerra civil griega (1946-1949), y de la invasión turca en Chipre (1974).

## Cultura
La cultura griega ha evolucionado a lo largo de miles de años, con sus inicios en la civilización micénica, y continuando por el periodo clásico, el periodo helenístico, el periodo romano y el periodo bizantino, y fue profundamente afectada y conformada por el cristianismo, a pesar de que la influencia fue profundamente bidireccional. Bajo el Imperio otomano, los griegos tuvieron que soportar unos cuántos siglos de adversidad que culminaron en el genocidio del siglo XX, a pesar de que en esta época no faltaron los intercambios culturales, que enriquecieron ambas culturas. Finalmente, el Renacimiento griego o Ilustración griega (diafotismós) se considera que revitalizó la cultura griega haciendo una síntesis de los elementos clásicos y medievales que caracteriza el momento actual.

### Lengua

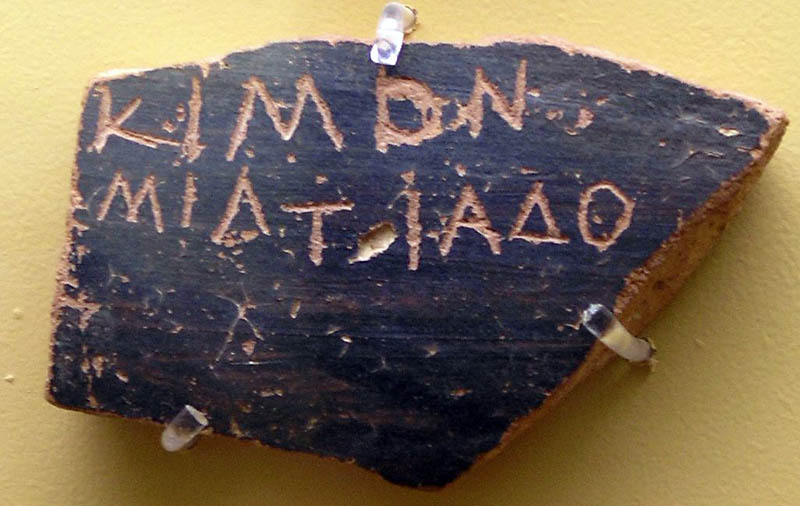
El ostrakon con el nombre de Cimón de Atenas, que sirvió para enviarlo al exilio.

Minorías lingüísticas en Grecia.

La mayoría de griegos actuales hablan la lengua griega, una lengua indoeuropea que constituye una rama en sí misma, estrechamente relacionada con el armenio y con las lenguas indoiranias. El griego tiene una de las historias más largas documentadas de cualquier lengua, y la literatura griega, en particular, tiene una historia continua de más de 2500 años. Obras literarias tan importantes para la cultura universal como por ejemplo la épica de Homero, los Elementos de Euclides y el Nuevo Testamento, fueron escritas originalmente en griego.
El griego moderno presenta varias características compartidas con otras lenguas balcánicas, como por ejemplo el albanés, el búlgaro (de la familia de lenguas eslavas) y las lenguas románicas orientales, y ha absorbido muchas palabras foráneas, procedentes sobre todo de las lenguas de Europa Occidental y del turco. Estas influencias externas fueron excluidas de la lengua más formal, la nueva katharévousa creada artificialmente durante el siglo XIX y que acabó siendo la lengua oficial del nuevo estado, debido al filohelenismo y al diafotismós, que afanaban en destacar especialmente el peso de la herencia clásica en los griegos modernos. La diglosia que se estableció dejaba, de hecho, fuera de los círculos de la cultura, del prestigio social y del poder político todos los que seguían hablando griego moderno, hasta que en 1976 esta habla popular fue proclamada lengua oficial nacional, y la katharévousa fue considerada obsoleta.
El griego moderno, considerado la variedad estándar de la lengua, una amplia variedad de dialectos que presentan varios grados de inteligibilidad entre ellos, incluyendo el griego chipriota, el póntico, el capadocio, el griko (en el sur de Italia) y el tsakonio (el único testigo viviente del antiguo griego dórico). El jevanico o judeogriego es la lengua de los romaniotes (judíos griegos) y sobrevive en pequeñas comunidades en Grecia, en Nueva York y en Israel, escrito en una versión propia del alfabeto hebreo.
Por otro lado, muchos griegos de Grecia y de la diáspora son bilingües en otros idiomas, como por ejemplo el inglés (en Chipre y en la diáspora), la arvanítico (albanés de Grecia), el arrumano (lengua románica local), el ladino o judeoespañol, el macedonio, el búlgaro, el ruso y el turco.

#### Alfabeto y lenguas
El alfabeto griego, empleado para escribir la lengua griega desde el siglo IX a. C. o siglo VIII a. C., es el primer alfabeto que tuvo la Humanidad en el sentido estricto del término, es decir, un sistema de escritura con caracteres diferentes para cada vocal y cada consonante. Su forma actual deriva del antiguo alfabeto jónico o griego oriental, que se impuso a las otras variantes el siglo V a. C., cuando la polis de Antigua Atenas lo adoptó oficialmente. El alfabeto griego es el antecesor del alfabeto latino y del alfabeto cirílico, entre otros.

Actualmente, el alfabeto griego se usa para escribir en griego moderno y también para designar a todas las lenguas las diversas unidades empleadas en los campos de las matemáticas, la física, la astronomía, etc. También es el segundo alfabeto que adoptó oficialmente la Unión Europea, cuando se produjo la incorporación de Grecia en 1981.

### Religión

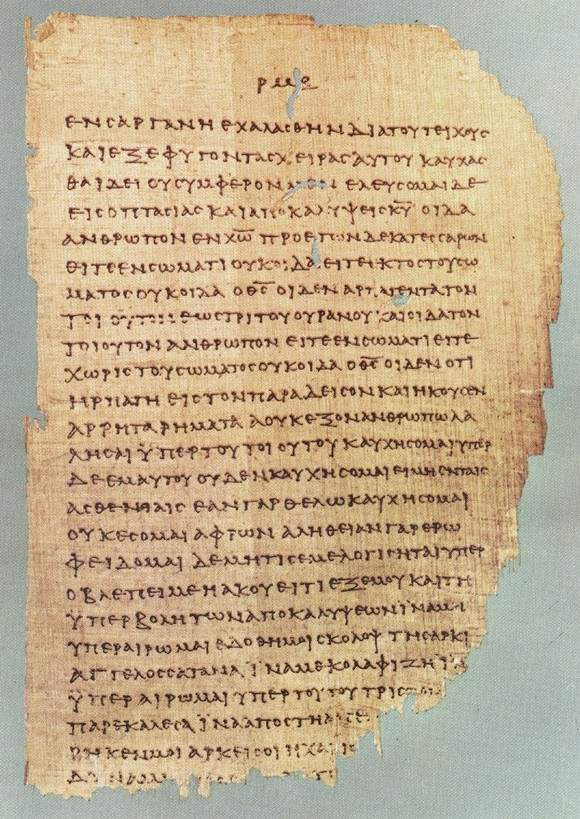
El Papiro 46 es uno de los manuscritos más antiguos del Nuevo Testamento en griego, probablemente escrito entre 175 y 225.

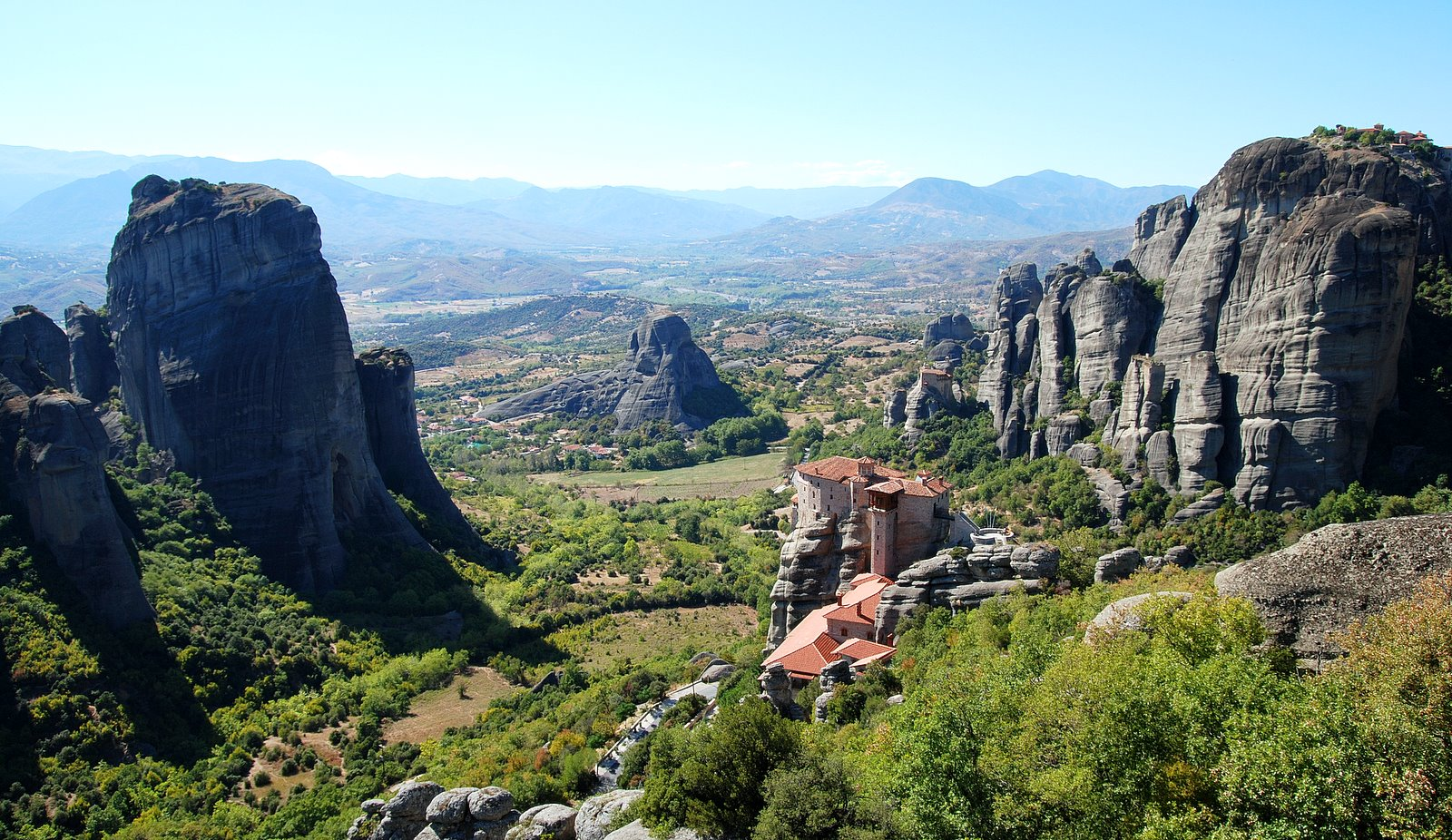
Los montes Meteora acogen un número considerable de monasterios.

La mayoría de los griegos son cristianos y pertenecen en la Iglesia ortodoxa griega. Durante los primeros siglos de la Era cristiana, la mayoría de los primeros cristianos eran hablantes de griego, y pues el Nuevo Testamento fue escrito originalmente en griego koiné, que aun hoy permanece como la lengua litúrgica de la Iglesia ortodoxa griega. La Iglesia ortodoxa fue siempre muy hostil contra la religión griega antigua, y después, bajo el Imperio otomano, ayudó mucho a los griegos a conservar su identidad por medio del uso de la lengua griega a la liturgia y en los esfuerzos que se hacían para mantener una enseñanza nacional.
Hay pequeñas minorías de griegos étnicos que son fieles a otras iglesias cristianas, como por ejemplo la Iglesia católica y varias iglesias evangélicas, e incluso otras confesiones religiosas no cristianas, como por ejemplo los romaniotes y los sefardíes (judíos instalados en Grecia desde el año 70 o desde 1492, respectivamente), y también los griegos musulmanes. Concretamente, existen comunidades musulmanas griegas en Trípoli (Líbano), y en Al Hamidiyah (Siria), y también hay una importante comunidad grecoparlante, muy difícil de cuantificar, en la región de Ponto, que se escaparon del intercambio de poblaciones entre Grecia y Turquía (1923) merced a su fe musulmana. Finalmente, unos 2000 griegos se han convertido a la versión helénica del neopaganismo.

### Arte

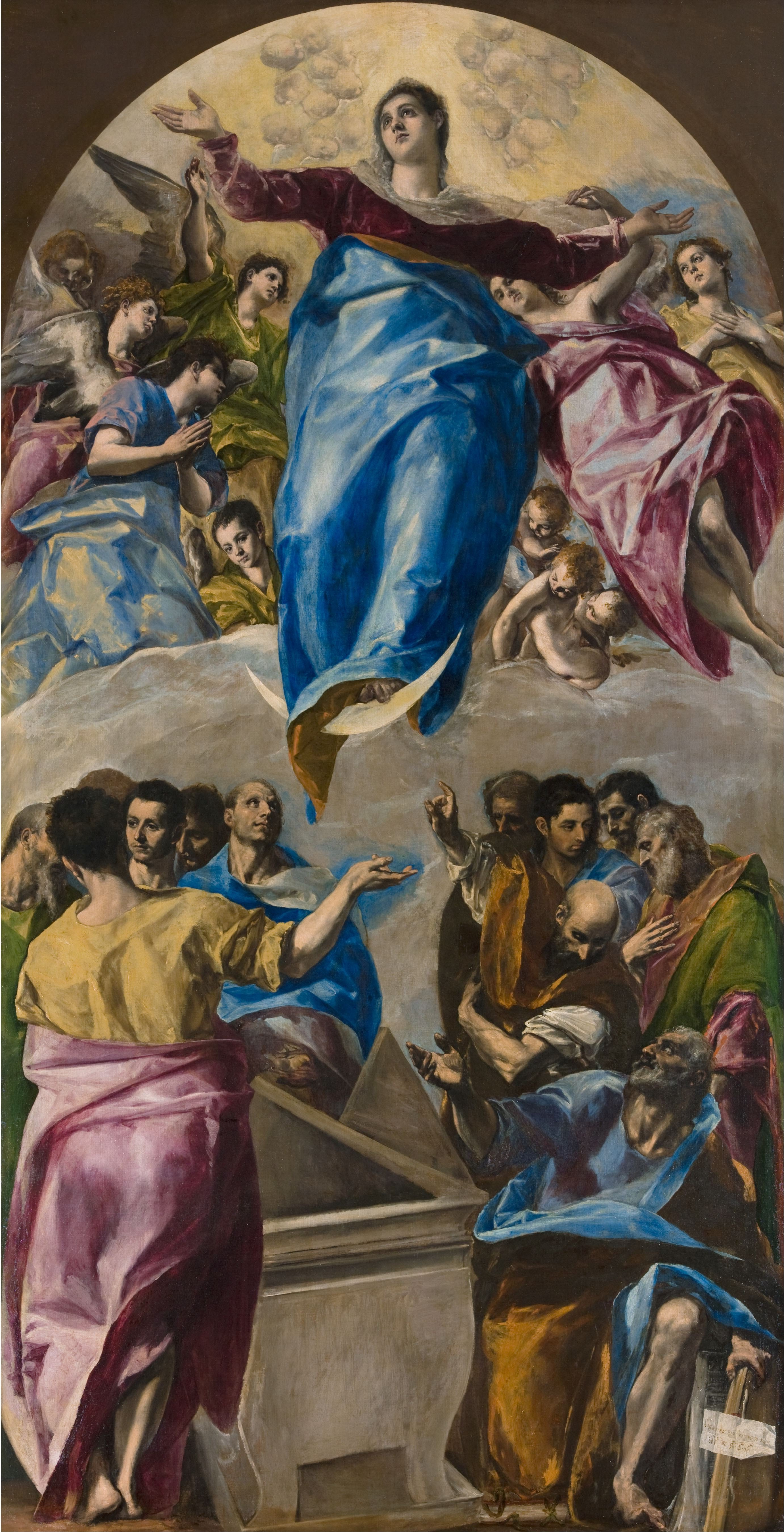
La Asunción de la Virgen (1577 – 1579), del Greco.

Entre los artistas griegos más notables tenemos que incluir al pintor renacentista conocido como El Greco, la soprano María Callas, una de las cantantes de más éxito en todo el mundo, Nana Mouskouri, y los compositores Iannis Xenakis, Yanni y Vangelis. El alejandrino Constantino Cavafis y los Nobels Yorgos Seferis y Odysséas Elýtis están entre los poetas más importantes del siglo XX. Finalmente, hay varias actrices de fama mundial, como por ejemplo Melina Merkuri, Irene Papas y Katina Paxinou, ganadora de un Oscar.

### Ciencia
Los griegos de la era clásica hicieron varias contribuciones científicas de importancia y ayudaron a poner los fundamentos de varias tradiciones científicas de Occidente, como la filosofía, la historiografía y las matemáticas. La tradición intelectual de las academias griegas —a partir de la Academia platónica y el Liceo de Aristóteles en Atenas— se mantuvo bajo el Imperio romano, con instituciones ubicadas en Constantinopla, Antioquia de la Orontes, Alejandría y otras ciudades, mientras que la ciencia de Roma era, de hecho, una continuación de la ciencia griega clásica. Los griegos tienen una larga tradición de afecto e investigación en el campo de la educación (paideía en griego). La paideía era uno de los valores sociales más elevados del mundo griego y helenístico, y la primera institución europea que se puede considerar una universidad fue creada en Constantinopla durante el siglo V y siguió existiendo bajo varias formas hasta la caída de la ciudad bajo los turcos otomanos el 1453. La Universidad de Constantinopla se consideraría la primera institución secular de enseñanza superior de la Europa cristiana por el hecho que se impartían materias ajenas a la teología, y porque responde al sentido original de las universidades en todo el mundo como corporaciones de estudiantes, de forma que acontece la primera universidad del mundo.
En 2007, Grecia ocupaba la octava posición mundial más elevada de ocupación en el sector terciario, con un porcentaje de mujeres superior al de hombres entre los estudiantes, mientras los griegos de la Diáspora son igualmente activos en el campo de la educación. Centenares de miles de estudiantes griegos estudian cada año en las universidades occidentales. Entre los científicos griegos más importantes de los tiempos modernos destacan el investigador del cáncer Georgios Papanicolaou (inventor del test de Papanicolaou), los informáticos Nicholas Negroponte (estadounidense) y Michael Dertouzos, los matemáticos Constantin Carathéodory y John Argyris (tío y sobrino) y el físico Dimitris Nanopoulos.

### Nombres y apellidos
Los griegos fueron uno de los primeros pueblos de Europa que emplearon los apellidos, y ya lo hacían plenamente durante el siglo IX, en sustitución de la vieja costumbre de identificar cada individuo por el nombre de su padre; aun así, en la mayor parte de los casos, los apellidos griegos son, en origen, patronímicos. En general, los apellidos masculinos griegos acaban en -os, que es la manera como solo acabar el caso nominativo del nombre propio masculino en griego. Excepcionalmente, algunos acaban en -ou, que es el caso genitivo. A pesar de que en Grecia, actualmente, los apellidos se mantienen estáticos, todavía sobrevive un uso de los patronímicos dinámicos y cambiantes para el nombre del medio, que consiste a tomar como nombre del medio, pero no como apellido, el nombre del padre en genitivo. Esta costumbre ha sido transmitida por los griegos a los rusos. En Chipre, en cambio, los apellidos siguen la antigua tradición de formarse a partir del nombre del padre. Finalmente, hay que decir que muchos apellidos griegos actuales tienen, de hecho, un origen turco, albanés o eslavo, debido a las diversas migraciones que se han producido históricamente dentro del Imperio otomano.
En cuanto a los nombres de las personas, en principio las dos principales fuentes son el cristianismo y la Antigüedad clásica. Los nombres antiguos no se han abandonado nunca, a lo largo de la historia griega, pero hay que destacar que desde el siglo XVIII en adelante se están usando todavía mucho más.

## Los griegos y el mar

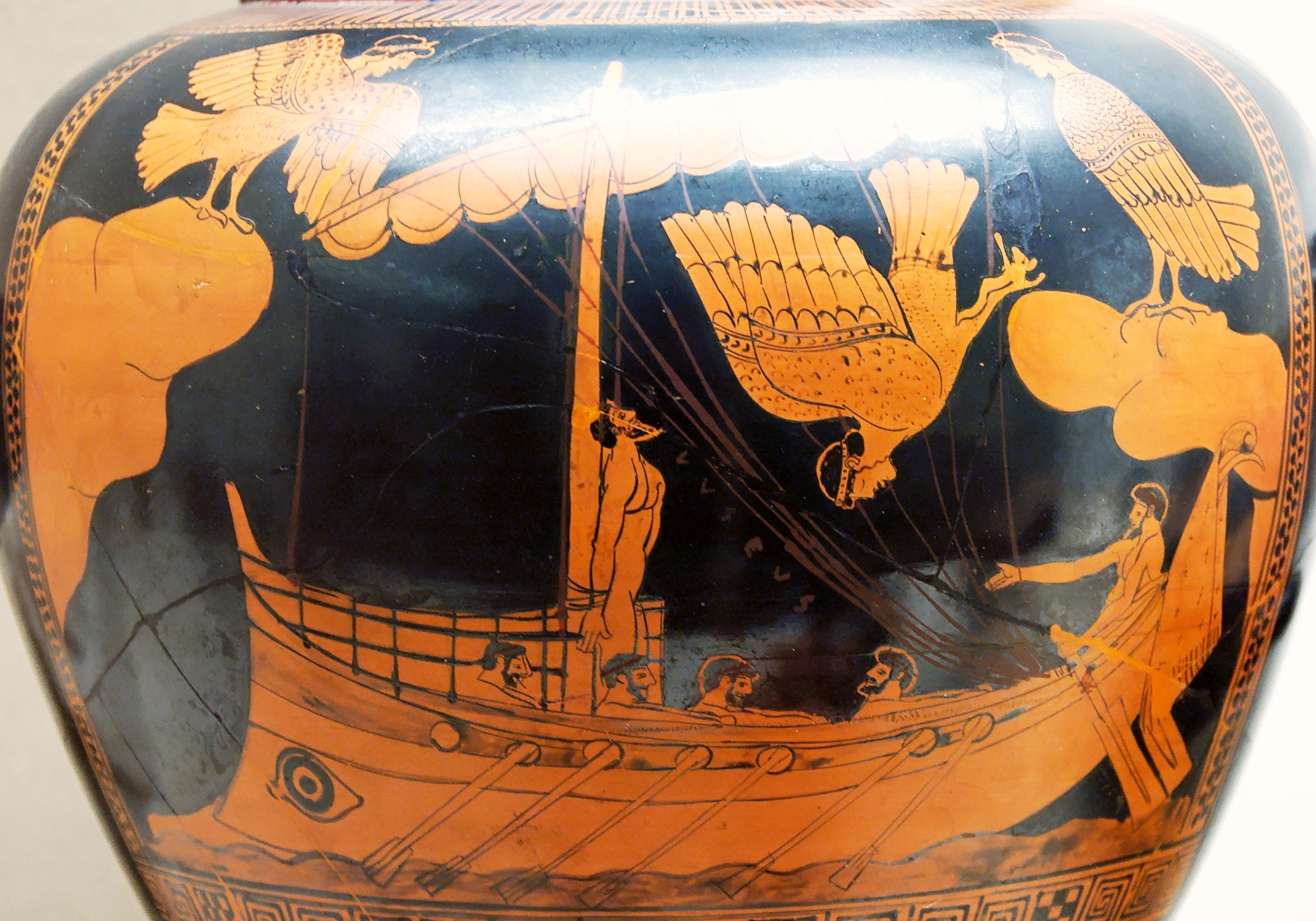
Ulises en su viaje de vuelta en casa después de la guerra de Troya.

Entre los navegantes griegos más notables están Piteas, que en el siglo IV a. C. llegó hasta Escandinavia y describió las islas británicas, las mareas y el mar helado, Escilax de Carianda, que exploró el Río Indo y el Mar Rojo entre los siglo VI a. C. y siglo V a. C.; Nearco, que fue el almirante de Alejandro Magno (siglo IV a. C.); el mercader y después monje Cosmas Indicopleustes, que exploró Ceilán (Sri Lanka) y Etiopía en el siglo VI, y Juan de Fuca, que en el siglo XVI exploró la costa oeste de América del Norte buscando el Paso del Noroeste. Los últimos tiempos del Imperio bizantino, los romioi controlaban las rutas marítimas de la Mediterránea y todo el comercio, hasta que un bloqueo impuesto por el emperador al comercio con el Califato permitió a los italianos tomar el relevo de la preeminencia comercial en la zona.